# Histoire des chemins de fer par pays
L'histoire des chemins de fer par pays est une liste d'articles sur l'histoire des chemins de fer nationaux.

## Afrique
- Algérie : Histoire des chemins de fer algériens
- Maroc : Histoire des chemins de fer marocains (en)
- Rwanda : Histoire des chemins de fer rwandais (en)
- Tunisie : Histoire des chemins de fer tunisiens
- Afrique de l'Ouest : Histoire des chemins de fer en Afrique de l'Ouest
- Afrique orientale : Histoire du chemin de fer en Afrique orientale
- Togo : Histoire des chemins de fer au Togo
- Nigeria : Histoire des chemins de fer au Nigeria
- Ghana : Histoire des chemins de fer au Ghana

## Amérique
- Amérique centrale : Histoire du chemin de fer en Amérique centrale
- Argentine : Histoire des chemins de fer argentins
- Bolivie : Histoire des chemins de fer boliviens (es)
- Brésil : Histoire du chemin de fer au Brésil
- Canada : Histoire des chemins de fer au Canada
- Chili : Histoire des chemins de fer chiliens (es)
- Cuba : Histoire des chemins de fer à Cuba
- États-Unis : Histoire des chemins de fer américains
- Paraguay : Histoire des chemins de fer paraguayens (es)
- Mexique : Histoire du chemin de fer au Mexique

## Asie
- Chine : Histoire du transport ferroviaire en Chine
- Inde : Histoire du chemin de fer en Inde (en)
- Japon : Histoire du transport ferroviaire au Japon
- Pakistan : Histoire des chemins de fer pakistanais (en)
- Sri Lanka : Histoire du chemin de fer au Sri Lanka

## Europe
- Allemagne : Histoire des chemins de fer allemands
- Belgique : Histoire des chemins de fer belges
- Espagne : Histoire des chemins de fer espagnols
- France : Histoire des chemins de fer français
- Italie : Histoire des chemins de fer italiens
- Pays-Bas : Histoire des chemins de fer aux Pays-Bas
- Norvège : Histoire des chemins de fer norvégiens (en)
- Pologne : Histoire des chemins de fer polonais (en)
- Royaume-Uni : Histoire des chemins de fer britanniques
- Suède : Histoire des chemins de fer suédois (en)
- Suisse  : Histoire des chemins de fer suisses

## Océanie
- Australie : Histoire des chemins de fer australiens